# Nize
La Nize ou la Prade est une rivière française du Massif central, dans le département de la Lozère, en région Occitanie, sous-affluent de la Garonne par le Bramont puis le Lot.

## Géographie
La Nize naît au sud-ouest de Lanuéjols, à proximité du château du Boy, à 1 250 m d'altitude, de la confluence de plusieurs petits ruisseaux, en provenance du mont Mimat et du causse du Masseguin.
Elle arrose donc tout le nord du Valdonnez, région naturelle à laquelle elle a sans doute donné le nom : « Vallis Aniseria » ou « vallée de la Nize ».
La Nize rejoint ensuite le Bramont en rive droite à Saint-Bauzile, au pied du truc de Balduc.
La longueur de son cours est de 13,4 km. Elle coule, en gros, de l'est vers l'ouest.

### Communes et cantons traversés
Dans le seul département de la Lozère, la Nize les quatre seules communes de  Saint-Julien-du-Tournel (source), Lanuéjols, Brenoux, Saint-Bauzile (confluence/embouchure). 
Soit en termes de cantons, la Nize prend source et conflue dans le même canton de Saint-Étienne-du-Valdonnez, donc dans l'arrondissement de Mende.

### Bassin versant
La Nize traverse une seule zone hydrographique Le Bramont (O703) de 121 km2. Ce bassin versant est composé à 69,83 % de « forêts et milieux semi-naturels », à 29,35 % de « territoires agricoles », à 0,56 % de « territoires artificialisés ».

## Principaux affluents
La Nize a douze affluents référencés dont six contributeurs principaux :
- le Ruisseau de Prin (rd), 3,8 km[3]
- le Ruisseau de Vitrolles (rd), 4,3 km[4]
- le Ruisseau de Gravière (rd), 2,5 km[5]
- le Ruisseau d'Ambiéras (rd), 2,9 km[6]
- le Ruisseau de Bramefan (rg), 6,7 km[7]
- le Ruisseau de Saint-Étienne Trémoulet (rg), 3,2 km[8]

Le rang de Strahler est de trois.